# 郭老师
郭老师，全名迷人的郭老师，本名郭蓓蓓（1994年4月2日—），中国大陆网络主播、網絡紅人。在成为网红之前，她住在农村的彩钢房里，会直播一些生活日常。2018年起在快手走红，后活跃于抖音。其不顾个人形象的直播风格独树一帜，依靠滑稽的说话方式和行为收获了上千万粉丝，并创造出“耶斯莫拉”、“集美”、“夺笋”等被称为“郭语”的網路迷因。

## 事件
在直播中郭老师时常会做出出格的行为，而引发了不少争议，被中国媒体批判为“审丑系”网红。2021年4月郭老师到南京旅游时引发粉丝群体事件，造成夫子庙附近交通瘫痪。2021年9月2日，郭老师遭到抖音、微博等平台永久封禁。网友猜测这与广电总局新出台的打击“审丑式追星”政策——《关于进一步加强文艺节目及其人员管理的通知》有关，该政策已经封杀了自称“人类高质量男性”的徐勤根。
2023年1月1日，郭老师微博解封，并更新至今。